# Isfahan (provins)
Isfahan (persisk:اصفهان) er en af de 30 provinser i Iran, beliggende i midten af landet.
Hovedbyen er Isfahan, som provinsen har fået sit navn fra, med en befolkning på 1.600.000 indbyggere.